# Arnaud Lepercq
Arnaud Lepercq est un homme politique français, né le 9 mars 1937 à Villerupt (Meurthe-et-Moselle) et mort le 20 décembre 2015 à Poitiers (Vienne) à l'âge de 78 ans. 

## Carrière
Ancien combattant de la guerre d'Algérie, père de quatre enfants, il a obtenu la Légion d'honneur en 2010.
Arnaud Lepercq est élu député le 16 juin 2002, pour la XIIe législature (2002-2007), dans la 3e circonscription de la Vienne, il a également été maire de la commune d'Usson-du-Poitou (Vienne) du 26 mars 1971 au 31 janvier 2012.
Il fait partie du groupe RPR puis  UMP.

## Mandats
- 1973 -       1979 : maire d'Usson-du-Poitou
- 07/07/1975 - 01/04/1978 : député
- 03/04/1978 - 22/05/1981 : député
- 22/03/1982 - 02/10/1988 : membre du conseil général de la Vienne
- 14/03/1983 - 19/03/1989 : maire d'Usson-du-Poitou (Vienne)
- 02/04/1986 - 14/05/1988 : député
- 13/06/1988 - 01/04/1993 : député
- 03/10/1988 - 27/03/1994 : membre du Conseil général de la Vienne
- 20/03/1989 - 18/06/1995 : maire d'Usson-du-Poitou (Vienne)
- 30/03/1992 - 27/03/1994 : vice-président du Conseil général de la Vienne
- 02/04/1993 - 21/04/1997 : député
- 28/03/1994 - 18/03/2001 : vice-président du Conseil général de la Vienne
- 19/06/1995 - 18/03/2001 : maire d'Usson-du-Poitou (Vienne)
- 01/06/1997 - 18/06/2002 : député
- 09/03/2008 - 31/01/2012 : maire d'Usson-du-Poitou

Mandats au 16/06/2002 :
- maire d'Usson-du-Poitou, Vienne
- vice-président du Conseil général de la Vienne

Il démissionne de ses fonctions de maire le 31 janvier 2012.